# Индустриализация
Индустриализация е процесът на обществени и икономически промени, при които обществото преминава от прединдустриално в индустриално състояние. Тези промени са тясно свързани с технологичните нововъведения, най-вече развитието на масово производство на енергия и на металургията.